# Зюннун бен Мухаммед
Зюннун бен Мухаммед (араб. ذوالنون‎; ум. не ранее 1174) — сын правителя Данышмендидов Мухаммеда бен Мелик Гази. После смерти отца в 1142/43 году Зюннун стал править эмиратом, но вскоре его дяди (братья отца) выступили против него. Его правление продолжалось менее года. Владения Данышмендидов оказались разделены на три эмирата — с центрами в Сивасе, Малатье и Кайсери. Зюннун правил последним в 1143—1169 годах. В течение правления в Кайсери ему приходилось вступать в союзы с соседями, чтобы защитить свой эмират от посягательств. В 1169 году султан Рума Кылыч-Арслан II захватил Кайсери. При помощи атабека Алеппо Нуреддина Махмуда Зюннун вернулся в 1172 году и снова воцарился в Сивасе, однако в 1174 году султан Рума Кылыч-Арслан II захватил Сивас, Никсар, Токат и Коману, а Зюннун бежал к византийскому императору.

## Биография
Зюннун был сыном правителя Данышмендидов Мухаммеда бен Мелик Гази. Кроме него у Мухаммеда было ещё два сына: Юнус и Ибрагим. Мухаммед женил Зюннуна на одной из дочерей султана Рума Месуда I, но источники не дают никаких сведений ни о дате, ни об условиях брака. Турецкий историк М. Кешик предположил, что брак был заключён в 1135 году.

### Первое правление
Зюннуна Мухаммед объявил своим наследником и после смерти Мухаммеда в 1142/43 году Зюннун наследовал ему. Однако против племянника выступили братья Мухаммеда — Ягибасан, Юнус и Айнюддевле — тоже претендовавшие на наследство. Ягибасан женился на вдове Мухаммеда и объявил себя правителем Сиваса и Кайсери, Айнюддевле заключил соглашение с другим сыном Мухаммеда, Юнусом, и сумел захватить Малатью. Зюннун не мог противостоять и был вынужден бежать в Заманты. Месуд I вступился за зятя и выступил против Ягибасана, который отступил в горы. Захватив Сивас и разорив его, султан Месуд I направился в сторону Малатьи. Зюннун смог вернуться в Кайсери и снова взял город под свой контроль. Отныне существовали три соперничающие ветви династии (ветвь Кайсери существовала краткое время лишь при Зюннуне).

### Отношения с Ягибасаном и Кылыч-Арсланом II
После смерти в 1155 году султана Месуда I власть взял на себя его сын Кылыч-Арслан II. Воспользовавшись этим, Ягибасан решил вернуть потерянные им земли. Он выступил против Кылыч-Арслана II с большой армией в союзе с братом Кылыч-Арслана II Шахин-шахом, своих племянников Зюннуна, Ибрагима (оба сыновья Мухаммеда) и Зулькарнайна (сына Айнюддевле). Однако войну удалось предотвратить благодаря вмешательству ученых и шейхов. Выступив против султана ещё раз, Ягибасан проиграл и предложил ему мир. Кылыч-Арслан заключил договор о дружбе с Зюннуном и настроил его против его дяди Ягибасана.
Византийский император Мануил Комнин заключил союз с Кылыч-Арсланом II, чтобы предотвратить вторжения Данишмендидов на свои территории, но в 1158 году встал на сторону Ягибасана против Кылыч-Арслана II. В союз с императором вступили все Данышмендиды: Ягибасан (Сивас), Зулькарнайн (Малатья) и Зюннун (Кайсери).
Кылыч-Арслан II предложил императору мирное соглашение. Когда Зулькарнайн умер в 1160 году, его место занял его сын Мухаммед, который правил Малатьей как вассал Кылыч-Арслана II. Кылыч-Арслан II договорился с правителем Эрзурума Иззеддином Салтуком о браке с его дочерью. Ягибасан похитил её, когда она ехала в Конью к жениху, и выдал замуж за Зюннуна. Кылыч-Арслан II напал на Ягибасана, но потерпел поражение и отправился в Константинополь за помощью. Там он был хорошо принят и подписал соглашение с императором.
Ягибасан считал себя единоличным правителем Данишмендидов. Зюннун не желал это признавать, поэтому, пока Кылыч-Арслан II находился в Константинополе, Ягибасан выступил против Зюннуна и заставил подчиниться себе. Вернувшись в Конью, Кылыч-Арслан напал на Ягибасана. Тот бежал из Сиваса в Чанкыры к брату Кылыч-Арслана и своему зятю Шахин-шаху. 4 августа 1164 года он умер. В 1168/69 году Кылыч-Арслан выступил против Зюннуна и победил его, чем положил конец его правлению в Кайсери. Зюннун укрылся у атабека Алеппо Нуреддина Махмуда вместе с братом Кылыч-Арслана Шахин-шахом и правителем Малатьи Афридуном (сыном Зулькарнайна).

### Второе правление
В 1172 году к Сивасу были отправлены союзные войска, сформированные Нуреддином Махмудом. Атабек направил письмо султану, требуя вернуть земли Зюннуна, освобождения детей Шахин-шаха, находившихся в плену в руках султана, и возвращения 12 000 человек, угнанных из Малатьи. Султан отклонил просьбы Нуреддина Махмуда. Войска, входившие в антисельджукский союз, двинулись из Сиваса и начали продвигаться к Кайсери. В это время в Сивасе и его окрестностях царил сильный голод. По данным источников, зима была настолько суровой, что снег выпадал даже в тех местах, где никогда не выпадал. Поскольку голод в Сивасе и его окрестностях был сильнее, чем где-либо ещё, люди не выдержали и попросили Исмаила (С) Данишмендида раздать населению пшеницу, находившуюся на его складах. Однако Исмаил (С) отклонил эту просьбу народа. В ответ в городе вспыхнуло восстание против него. Восставший народ убил Исмаила (С), его жену (сестру Кылыч-Арслана), и около 500 его людей. По словам Михаила Сирийца, «их выбросили в снег, не предав даже земле, как это приличествовало бы». Жители Сиваса обратились к Зюннуну и пригласили его. Зюннун поспешно прибыл и с помощью Нуреддина Махмуда воцарился в Сивасе. Михаил Сириец писал, что из-за глубокого снега Зюннун часть дороги проделал пешком. Монахи монастыря Мар Барсаума помогли ему, пять дней расчищая путь. Правление в Сивасе он начал с казни всех причастных к убийству Исмаила и его жены.
Когда Нуреддин Махмуд вторгся на земли сельджуков, султан Кылыч-Арслан выступил против него с армией. Многочисленность обеих армий, и то, что опасность голода в регионе ещё не была преодолена, напугали обе стороны. Нуреддин Махмуд заключил соглашение с Кылыч-Арсланом. По одному из пунктов договора султан признал Зюннуна правителем Сиваса. Нуреддин Махмуд послал в Сивас одного из своих эмиров с войском в 3000 человек для защиты Зюннуна. Однако после смерти в мае 1174 года Нуреддина Махмуда оставленный в Сивасе гарнизон вернулся в Сирию. Этим воспользовался Кылыч-Арслан и захватил у Зюннуна Сивас, Никсар, Токат и Коману. Тот был вынужден бежать из Сиваса. Сивасская ветвь Данишмендидов прекратила существование.
По словам Никиты Хониата, вдова Ягибасана пригласила Зюннуна в Амасью, чтобы передать ему город. Но жители города восстали, убили женщину и не впустили Зюннуна в город, «потому что не хотели иметь его своим властителем». Шахин-шах и Зюннун снова нашли убежище — у императора Мануила. Чтобы помочь Зюннуну, император отправил Шахин-шаха в Амасью с армией. Но тот попал в засаду недалеко от Эскишехира. Когда желание императора захватить Амасью не осуществилось, он послал в Никсар армию из 30 000 человек под командованием Андроника Ватаца и Зюннуна. Однако византийская армия потерпела поражение. Многие византийские солдаты, в том числе Андроник, были убиты. Зюннуну удалось бежать на север, где он встретился с императором.

### Смерть
О смерти Зюннуна источники дают разные данные. Аксарайиутверждал, что Зюннун был очень расстроен поражениями и у него случился инсульт. Он отправился в Никсар, где и умер. Ахмед ибн Махмуд (ум. 1569/70) просто писал, что Нуреддин и Зуннун умерли вскоре после соглашения 1172 года, подписанного между Нуреддином и Кылыч-Арсланом. Дженаби ничего не говорил о судьбе Зуннуна, кроме того, что тот уехал разгневанным. Мюнеджимбаши Ахмед Деде повторил сведения Аксарайи, добавив, что Зюннун был похоронен рядом со своими предками. Также ходили слухи, что он был в 1175 году отравлен по приказу Кылыч-Арслана II в одной из византийских тюрем.

## Семья
- Жена (с примерно 1135 года), дочь султана Рума Месуда I[2];
- Жена (с примерно 1160), дочь правителя Эрзурума Иззеддина Салтука[5].